# Drew Karpyshyn
Œuvres principales
- Trilogie Dark Bane
- Revan

Drew Karpyshyn, né le 28 juillet 1971 à Edmonton, dans la province canadienne de l'Alberta, est un romancier et scénariste de jeu vidéo canadien. D'abord employé de Wizards of the Coast, il travaille ensuite pour BioWare pour qui il participe à la création de Mass Effect et en partie à celle de Mass Effect 2. Il démissionne en 2012 pour se consacrer entièrement à l'écriture. Le 19 septembre 2015, il annonce son retour chez Bioware, où il continuera à travailler sur le scénario des futurs contenus de Star Wars: The Old Republic. En 2020, le studio Archetype Entertainment annonce le recrutement du scénariste afin de travailler sur le jeu vidéo Exodus et développer son univers.

## Ludographie
- 2000 : Baldur's Gate II: Shadows of Amn
- 2001 : Baldur's Gate II: Throne of Bhaal
- 2003 : Star Wars: Knights of the Old Republic
- 2005 : Jade Empire
- 2007 : Mass Effect
- 2010 : Mass Effect 2
- 2011 : Star Wars: The Old Republic
- 2025 : Exodus

## Œuvres

### UniversRoyaumes oubliés

#### SérieBaldur's Gate
1. (en) Baldur's Gate II: Throne of Bhaal, 2001

#### SérieLa Séquence des cités
1. La Colline du temple, Fleuve noir, 2004 ((en) Temple Hill, 2001)

### UniversStar Wars

#### SérieDark Bane
1. La Voie de la destruction, Fleuve noir, coll. « Star Wars » no 85, 2008 ((en) Path of Destruction, 2006)  (ISBN 978-2-265-08649-4)Réédition dans le recueil La Trilogie Dark Bane - Intégrale, Pocket, coll. « Star Wars » no 154, 2017 (ISBN 978-2-266-28202-4)
2. La Règle des deux, Fleuve noir, coll. « Star Wars » no 92, 2009 ((en) Rule of Two, 2007)  (ISBN 978-2-265-08784-2)Réédition dans le recueil La Trilogie Dark Bane - Intégrale, Pocket, coll. « Star Wars » no 154, 2017 (ISBN 978-2-266-28202-4)
3. La Dynastie du mal, Fleuve noir, coll. « Star Wars » no 108, 2011 ((en) Dynasty of Evil, 2009)  (ISBN 978-2-265-09255-6)Réédition dans le recueil La Trilogie Dark Bane - Intégrale, Pocket, coll. « Star Wars » no 154, 2017 (ISBN 978-2-266-28202-4)

#### SérieThe Old Republic
1. Revan, Pocket, coll. « Star Wars » no 112, 2012 ((en) Revan, 2011)  (ISBN 978-2-266-22783-4)
2. Annihilation, Pocket, coll. « Star Wars » no 126, 2014 ((en) Annihilation, 2012)  (ISBN 978-2-266-25253-9)

### SérieMass Effect
1. Révélation, Milady, 2012 ((en) Revelation, 2007)
2. Ascension, Milady, 2012 ((en) Ascension, 2008)
3. Rétorsion, Milady, 2012 ((en) Retribution, 2010)

### SérieThe Chaos Born
1. (en) Children of Fire, 2013
2. (en) The Scorched Earth, 2014
3. (en) Chaos Unleashed, 2015